# Deeper and Deeper
Deeper and Deeper este al doilea single de pe controversatul album Erotica al Madonnei. Melodia a fost un hit de Top10 în jurul lumii.

### Premii și recunoașteri
| Anul | Ceremonia                        | Premiul | Rezultatul |
| ---- | -------------------------------- | ------- | ---------- |
| 1993 | The 1993 Pazz & Jop Critics Poll | Singles | Locul 6    |